# 뱡뱡몐

해서체로 쓴 𰻞

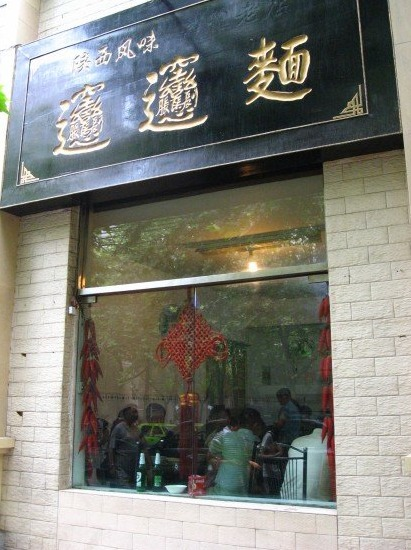
'뱡뱡몐'이라는 글자가 쓰여진 간판이 걸린 음식점

뱡뱡몐(중국어 간체자: 𰻝𰻝面, 정체자: 𰻞𰻞麵, 병음: biáng biáng miàn)은 중국 산시성 (섬서성)의 국수 요리이다. 유포처몐(중국어 간체자: 油泼扯面, 정체자: 油潑扯麵, 병음: yóu pō chě miàn)이라고도 한다. 뱡뱡몐은 두께와 길이로 인해 벨트와 유사하다고 묘사되며, '산시 성의 10가지 괴이한 것 (陝西十大怪)' 중 하나로 꼽힌다.

## 특징
뱡뱡몐은 폭이 넓으며, 섬서 성의 추운 겨울을 버티기 위해 많은 양의 매운 붉은 고추를 위에 얹는다. 뱡뱡몐은 빈민가의 가난한 사람들의 주식이었으나, 현재는 특이한 이름으로 인하여 널리 유행하여 많은 전문 음식점이 들어서게 되었다.

## 글자

### 문자의 기원
뱡뱡몐과 '뱡'이라는 한자의 기원은 분명하지 않다. 한 가지 설에 의하면, '뱡'이라는 한자는 진나라의 이사가 만들었다고 전해진다. 하지만, 강희자전에서 나오지 않는 것으로 보아, '뱡'이라는 한자는 이사가 활동했던 시기 훨씬 이후에 만들어졌을 것으로 추측되고 있다.
2007년 TVB의 방영 프로그램인 'The Web'의 프로듀서가 대학 교수와의 접촉을 통해 '뱡'이라는 한자의 기원을 찾으려고 하였지만, 이사의 이야기나 다른 설에 대한 사실을 규명하는 데 실패하였다. 결국 '뱡'이라는 한자는 국수를 파는 음식점에서 만들어졌을 것으로 결론지었다.

## 같이 보기
- 특이한 한자